# オケアナ (小惑星)
オケアナ (224 Oceana) は、小惑星帯に位置する標準的な大きさの小惑星の一つ。M型小惑星に分類されるが金属質ではない。
1882年3月30日にオーストリアの天文学者、ヨハン・パリサがウィーンで発見し、太平洋にちなんで命名された。
1993年にハッブル宇宙望遠鏡をアマチュア天文家に対しても開放して行われた共同研究トランジッション・コメッツ（小惑星の水酸基放射の紫外線観測）の対象となった五つの小惑星の一つである。